# Ciocănești, Argeș
Ciocănești este un sat în comuna Călinești din județul Argeș, Muntenia, România.